# 堰上湾水库
堰上湾水库是中国湖北省黄冈市浠水县境内的一座水库，建于1960年。水库正常库容为132万立方米，集雨面积为3.1平方千米。